# Grand Prix Belgie 2025
Grand Prix Belgie 2025 (oficiálně Formula 1 Moët & Chandon Belgian Grand Prix 2025) se jela na okruhu Circuit de Spa-Francorchamps v Belgii dne 27. července 2025. Závod byl třináctým v pořadí v sezóně 2025 šampionátu Formule 1 a třetím v sezóně ve sprintovém formátu.

## Sprintová kvalifikace
Sprintová kvalifikace se uskutečnila 25. července 2025 v 16:30 místního času (UTC+2).
| Poř.                        | Č. | Jezdec                | Konstruktér                  | Časy v kvalifikaci | Časy v kvalifikaci | Časy v kvalifikaci | Pořadí na startu |
| Poř.                        | Č. | Jezdec                | Konstruktér                  | SQ1                | SQ2                | SQ3                | Pořadí na startu |
| --------------------------- | -- | --------------------- | ---------------------------- | ------------------ | ------------------ | ------------------ | ---------------- |
| 1                           | 81 | Oscar Piastri         | McLaren-Mercedes             | 1:41.769           | 1:42.128           | 1:40.510           | 1                |
| 2                           | 1  | Max Verstappen        | Red Bull Racing-Honda RBPT   | 1:42.043           | 1:41.583           | 1:40.987           | 2                |
| 3                           | 4  | Lando Norris          | McLaren-Mercedes             | 1:42.068           | 1:41.412           | 1:41.128           | 3                |
| 4                           | 16 | Charles Leclerc       | Ferrari                      | 1:42.763           | 1:41.786           | 1:41.278           | 4                |
| 5                           | 31 | Esteban Ocon          | Haas-Ferrari                 | 1:42.822           | 1:41.801           | 1:41.565           | 5                |
| 6                           | 55 | Carlos Sainz Jr.      | Williams-Mercedes            | 1:42.776           | 1:42.051           | 1:41.761           | 6                |
| 7                           | 87 | Oliver Bearman        | Haas-Ferrari                 | 1:43.024           | 1:42.019           | 1:41.857           | 7                |
| 8                           | 10 | Pierre Gasly          | Alpine-Renault               | 1:43.171           | 1:41.949           | 1:41.959           | 8                |
| 9                           | 6  | Isack Hadjar          | Racing Bulls-Honda RBPT      | 1:42.711           | 1:42.088           | 1:41.971           | 9                |
| 10                          | 5  | Gabriel Bortoleto     | Kick Sauber-Ferrari          | 1:42.806           | 1:41.901           | 1:42.176           | 10               |
| 11                          | 30 | Liam Lawson           | Racing Bulls-Honda RBPT      | 1:42.897           | 1:42.169           |                    | 11               |
| 12                          | 22 | Júki Cunoda           | Red Bull Racing-Honda RBPT   | 1:42.912           | 1:42.184           |                    | 12               |
| 13                          | 63 | George Russell        | Mercedes                     | 1:42.650           | 1:42.330           |                    | 13               |
| 14                          | 14 | Fernando Alonso       | Aston Martin Aramco-Mercedes | 1:42.427           | 1:42.453           |                    | 14               |
| 15                          | 18 | Lance Stroll          | Aston Martin Aramco-Mercedes | 1:42.736           | 1:42.832           |                    | 15               |
| 16                          | 23 | Alexander Albon       | Williams-Mercedes            | 1:43.212           |                    |                    | 16               |
| 17                          | 27 | Nico Hülkenberg       | Kick Sauber-Ferrari          | 1:43.217           |                    |                    | 17               |
| 18                          | 44 | Lewis Hamilton        | Ferrari                      | 1:43.408           |                    |                    | 18               |
| 19                          | 43 | Franco Colapinto      | Alpine-Renault               | 1:43.587           |                    |                    | PL               |
| 20                          | 12 | Andrea Kimi Antonelli | Mercedes                     | 1:45.394           |                    |                    | 19               |
| 107 % času vítěze: 1:48.892 |    |                       |                              |                    |                    |                    |                  |
| Zdroj:                      |    |                       |                              |                    |                    |                    |                  |

Poznámky
1. ↑  Franco Colapinto se kvalifikoval jako 19., do závodu ale musel odstartovat z boxů, jelikož byl jeho monopost upravován během parc fermé.

## Sprint
Sprint se uskutečnil 26. července 2025 ve 12:00 místního času (UTC+2).
| Poř.   | No. | Jezdec                | Konstruktér                  | Počet kol | Čas/Odstoupení | Start | Body |
| ------ | --- | --------------------- | ---------------------------- | --------- | -------------- | ----- | ---- |
| 1      | 1   | Max Verstappen        | Red Bull Racing-Honda RBPT   | 15        | 26:37.997      | 2     | 8    |
| 2      | 81  | Oscar Piastri         | McLaren-Mercedes             | 15        | +0.753         | 1     | 7    |
| 3      | 4   | Lando Norris          | McLaren-Mercedes             | 15        | +1.414         | 3     | 6    |
| 4      | 16  | Charles Leclerc       | Ferrari                      | 15        | +10.176        | 4     | 5    |
| 5      | 31  | Esteban Ocon          | Haas-Ferrari                 | 15        | +13.789        | 5     | 4    |
| 6      | 55  | Carlos Sainz Jr.      | Williams-Mercedes            | 15        | +14.964        | 6     | 3    |
| 7      | 87  | Oliver Bearman        | Haas-Ferrari                 | 15        | +18.610        | 7     | 2    |
| 8      | 6   | Isack Hadjar          | Racing Bulls-Honda RBPT      | 15        | +19.119        | 9     | 1    |
| 9      | 5   | Gabriel Bortoleto     | Kick Sauber-Ferrari          | 15        | +22.183        | 10    |      |
| 10     | 30  | Liam Lawson           | Racing Bulls-Honda RBPT      | 15        | +22.897        | 11    |      |
| 11     | 22  | Júki Cunoda           | Red Bull Racing-Honda RBPT   | 15        | +24.551        | 12    |      |
| 12     | 63  | George Russell        | Mercedes                     | 15        | +25.969        | 13    |      |
| 13     | 18  | Lance Stroll          | Aston Martin Aramco-Mercedes | 15        | +26.595        | 15    |      |
| 14     | 14  | Fernando Alonso       | Aston Martin Aramco-Mercedes | 15        | +29.046        | 14    |      |
| 15     | 44  | Lewis Hamilton        | Ferrari                      | 15        | +30.175        | 18    |      |
| 16     | 23  | Alexander Albon       | Williams-Mercedes            | 15        | +30.941        | 16    |      |
| 17     | 12  | Andrea Kimi Antonelli | Mercedes                     | 15        | +31.981        | 19    |      |
| 18     | 27  | Nico Hülkenberg       | Kick Sauber-Ferrari          | 15        | +32.867        | 17    |      |
| 19     | 43  | Franco Colapinto      | Alpine-Renault               | 15        | +38.072        | PL    |      |
| Ret    | 10  | Pierre Gasly          | Alpine-Renault               | 12        | Únik vody      | PL    |      |
| Zdroj: |     |                       |                              |           |                |       |      |

Poznámky
1. ↑  Pierre Gasly se kvalifikoval jako 8., ze startovního roštu byl ale před startem odtlačen zpět do garáže a do závodu odstartoval z pit lane.

## Kvalifikace
Kvalifikace se uskutečnila 26. července 2025 v 16:00 místního času (UTC+2).
| Poř.                        | Č. | Jezdec                | Konstruktér                  | Časy v kvalifikaci | Časy v kvalifikaci | Časy v kvalifikaci | Pořadí na startu |
| Poř.                        | Č. | Jezdec                | Konstruktér                  | Q1                 | Q2                 | Q3                 | Pořadí na startu |
| --------------------------- | -- | --------------------- | ---------------------------- | ------------------ | ------------------ | ------------------ | ---------------- |
| 1                           | 4  | Lando Norris          | McLaren-Mercedes             | 1:41.010           | 1:40.715           | 1:40.562           | 1                |
| 2                           | 81 | Oscar Piastri         | McLaren-Mercedes             | 1:41.201           | 1:40.626           | 1:40.647           | 2                |
| 3                           | 16 | Charles Leclerc       | Ferrari                      | 1:41.635           | 1:41.084           | 1:40.900           | 3                |
| 4                           | 1  | Max Verstappen        | Red Bull Racing-Honda RBPT   | 1:41.334           | 1:40.951           | 1:40.903           | 4                |
| 5                           | 23 | Alexander Albon       | Williams-Mercedes            | 1:41.772           | 1:41.505           | 1:41.201           | 5                |
| 6                           | 63 | George Russell        | Mercedes                     | 1:41.784           | 1:41.254           | 1:41.260           | 6                |
| 7                           | 22 | Júki Cunoda           | Red Bull Racing-Honda RBPT   | 1:41.840           | 1:41.245           | 1:41.284           | 7                |
| 8                           | 6  | Isack Hadjar          | Racing Bulls-Honda RBPT      | 1:41.572           | 1:41.281           | 1:41.310           | 8                |
| 9                           | 30 | Liam Lawson           | Racing Bulls-Honda RBPT      | 1:41.748           | 1:41.297           | 1:41.328           | 9                |
| 10                          | 5  | Gabriel Bortoleto     | Kick Sauber-Ferrari          | 1:41.908           | 1:41.336           | 1:42.387           | 10               |
| 11                          | 31 | Esteban Ocon          | Haas-Ferrari                 | 1:41.884           | 1:41.525           |                    | 11               |
| 12                          | 87 | Oliver Bearman        | Haas-Ferrari                 | 1:41.617           | 1:41.617           |                    | 12               |
| 13                          | 10 | Pierre Gasly          | Alpine-Renault               | 1:41.800           | 1:41.633           |                    | 13               |
| 14                          | 27 | Nico Hülkenberg       | Kick Sauber-Ferrari          | 1:41.844           | 1:41.707           |                    | 14               |
| 15                          | 55 | Carlos Sainz Jr.      | Williams-Mercedes            | 1:41.691           | 1:41.758           |                    | PL               |
| 16                          | 44 | Lewis Hamilton        | Ferrari                      | 1:41.939           |                    |                    | PL               |
| 17                          | 43 | Franco Colapinto      | Alpine-Renault               | 1:42.022           |                    |                    | 15               |
| 18                          | 12 | Andrea Kimi Antonelli | Mercedes                     | 1:42.139           |                    |                    | PL               |
| 19                          | 14 | Fernando Alonso       | Aston Martin Aramco-Mercedes | 1:42.385           |                    |                    | PL               |
| 20                          | 18 | Lance Stroll          | Aston Martin Aramco-Mercedes | 1:42.502           |                    |                    | 16               |
| 107 % času vítěze: 1:48.080 |    |                       |                              |                    |                    |                    |                  |
| Zdroj:                      |    |                       |                              |                    |                    |                    |                  |

Poznámky
1. ↑  Carlos Sainz Jr. se kvalifikoval jako 15., do závodu ale musel odstartovat z boxů, jelikož byl jeho monopost upravován během parc fermé.
2. 1 2 3  Lewis Hamilton, Andrea Kimi Antonelli a Fernando Alonso do závodu museli odstartovat z boxů kvůli překročení maximálního možného počtu nových komponent pohonné jednotky a jejich výměně během parc fermé.

## Závod
Závod se měl uskutečnit 27. července 2025 v 15:00 místního času (UTC+2), kvůli špatnému počasí ale start proběhl až v 16:20.
| Poř.   | No. | Jezdec                | Konstruktér                  | Počet kol | Čas/Odstoupení | Start | Body |
| ------ | --- | --------------------- | ---------------------------- | --------- | -------------- | ----- | ---- |
| 1      | 81  | Oscar Piastri         | McLaren-Mercedes             | 44        | 1:25:22.601    | 2     | 25   |
| 2      | 4   | Lando Norris          | McLaren-Mercedes             | 44        | +3.415         | 1     | 18   |
| 3      | 16  | Charles Leclerc       | Ferrari                      | 44        | +20.185        | 3     | 15   |
| 4      | 1   | Max Verstappen        | Red Bull Racing-Honda RBPT   | 44        | +21.731        | 4     | 12   |
| 5      | 63  | George Russell        | Mercedes                     | 44        | +34.863        | 6     | 10   |
| 6      | 23  | Alexander Albon       | Williams-Mercedes            | 44        | +39.926        | 5     | 8    |
| 7      | 44  | Lewis Hamilton        | Ferrari                      | 44        | +40.679        | PL    | 6    |
| 8      | 30  | Liam Lawson           | Racing Bulls-Honda RBPT      | 44        | +52.033        | 9     | 4    |
| 9      | 5   | Gabriel Bortoleto     | Kick Sauber-Ferrari          | 44        | +56.434        | 10    | 2    |
| 10     | 10  | Pierre Gasly          | Alpine-Renault               | 44        | +1:12.714      | 13    | 1    |
| 11     | 87  | Oliver Bearman        | Haas-Ferrari                 | 44        | +1:13.145      | 12    |      |
| 12     | 27  | Nico Hülkenberg       | Kick Sauber-Ferrari          | 44        | +1:13.628      | 14    |      |
| 13     | 22  | Júki Cunoda           | Red Bull Racing-Honda RBPT   | 44        | +1:15.395      | 7     |      |
| 14     | 18  | Lance Stroll          | Aston Martin Aramco-Mercedes | 44        | +1:19.831      | 16    |      |
| 15     | 31  | Esteban Ocon          | Haas-Ferrari                 | 44        | +1:26.063      | 11    |      |
| 16     | 12  | Andrea Kimi Antonelli | Mercedes                     | 44        | +1:26.721      | PL    |      |
| 17     | 14  | Fernando Alonso       | Aston Martin Aramco-Mercedes | 44        | +1:27.924      | PL    |      |
| 18     | 55  | Carlos Sainz Jr.      | Williams-Mercedes            | 44        | +1:32.024      | PL    |      |
| 19     | 43  | Franco Colapinto      | Alpine-Renault               | 44        | +1:35.520      | 15    |      |
| 20     | 6   | Isack Hadjar          | Racing Bulls-Honda RBPT      | 43        | +1 kolo        | 8     |      |
| Zdroj: |     |                       |                              |           |                |       |      |

## Průběžné pořadí po závodě
|        | Pořadí | Jezdec          | Body |
| ------ | ------ | --------------- | ---- |
|        | 1      | Oscar Piastri   | 266  |
|        | 2      | Lando Norris    | 250  |
|        | 3      | Max Verstappen  | 185  |
|        | 4      | George Russell  | 157  |
|        | 5      | Charles Leclerc | 139  |
| Zdroj: |        |                 |      |

|        | Pořadí | Konstruktér                | Body |
| ------ | ------ | -------------------------- | ---- |
|        | 1      | McLaren-Mercedes           | 516  |
|        | 2      | Ferrari                    | 248  |
|        | 3      | Mercedes                   | 220  |
|        | 4      | Red Bull Racing-Honda RBPT | 192  |
|        | 5      | Williams-Mercedes          | 70   |
| Zdroj: |        |                            |      |